# Chris Garneau

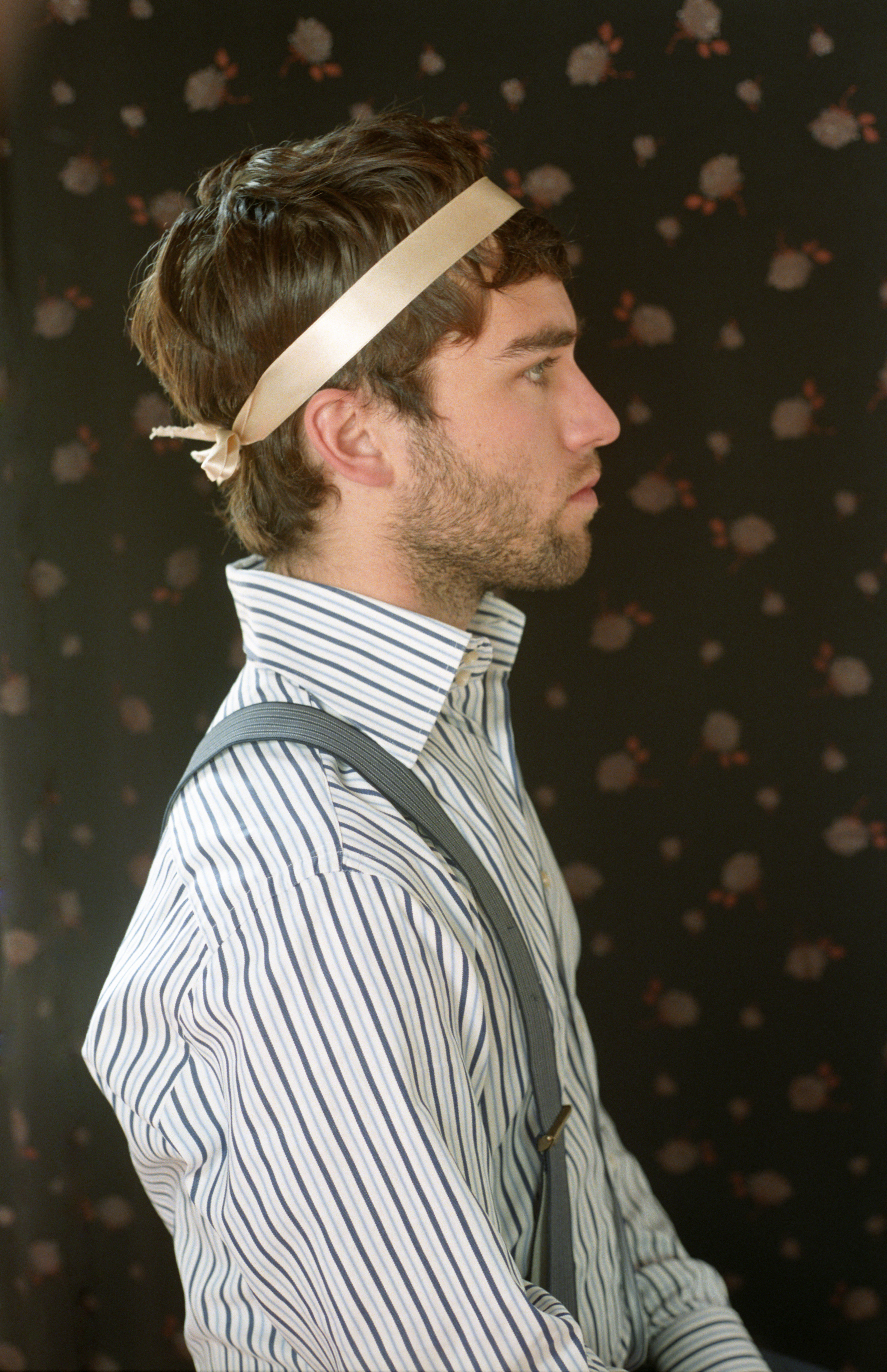
Chris Garneau

Chris Garneau (* 5. November 1982 in Boston, Massachusetts) ist ein US-amerikanischer Singer-Songwriter und Musiker.

## Leben
Garneau, ursprünglich aus Boston, lebte mit seiner Familie in Paris und später in New Jersey, bevor er nach New York zog. Die Liebe zur Musik entdeckte er, während er an der High School das Klavierspielen erlernte. Er interessierte sich außerdem für Musiktheater und schrieb sich später für eine Rolle in dem Musical Spring awakening (Frühlings Erwachen) ein, das mit dem Tony Award ausgezeichnet wurde. Nach einer kurzen Pause von dieser Rolle, die er sich für seine Solo-Tour nahm, kündigte er jene gänzlich, um eine Musikkarriere einzuschlagen. Duncan Sheik, der die Musik zu Spring Awakening schrieb und mit Garneau befreundet ist, half bei der Produktion des Debüts Music for Tourists, das über einen Zeitraum von fünf Jahren entstand.
2007 fand er erste internationale Beachtung für seine Singles We don't try und Relief aus seinem Debütalbum. Seit der Veröffentlichung seines Debüts im Oktober 2006 auf dem Independent-Label Absolutely Kosher tourt Garneau in für diese Szene wichtigen Städten wie New York oder Seattle, später auch mehrfach in Europa.
Seine EP C-Sides erschien im Dezember 2007. Bereits lange Zeit aufgenommen, wurde im Juli 2009 (USA) das Album El Radio veröffentlicht, welches in Europa auf dem Label Fargo erschien.

## Stil
Garneaus weiche und intime Stimme wird oft mit Songwritern wie Rufus Wainwright verglichen. Ebenso wie Wainwright lebt Garneau als offen Schwuler, in einem Interview erklärte er jedoch, dass diese Tatsache seine Musik nicht beeinflusse. Zu seinen Vorbildern zählen Jeff Buckley, Nina Simone, Elliott Smith oder Chan Marshall (Cat Power). Er wird oftmals mit dem bedeutenden Independent-Musiker Sufjan Stevens verglichen.

## Diskografie
- Music for Tourists (2006)
- C-Sides (2007)
- El Radio (2009)
- Winter Games (2013)
- Yours (2018)
- The Kind (2021)